# Rötspitze
Die Rötspitze (italienisch: Pizzo Rosso), früher auch Welitzspitz genannt, ist ein 3496 m ü. A. hoher Berg im Umbalkamm der westlichen Venedigergruppe. Über den Gipfel verläuft seit 1920 die Staatsgrenze zwischen Österreich und Italien bzw. die heutige Grenze zwischen dem Bundesland Tirol (Osttirol) und der Autonomen Provinz Bozen – Südtirol, die hier mit der Grenze zwischen dem Naturpark Rieserferner-Ahrn und dem Nationalpark Hohe Tauern übereinstimmt. Der Berg besitzt eine große geografische Dominanz gegenüber der Umgebung, da er durch seine Höhe alles überragt. Neben dem Hauptgipfel, der den höchsten Punkt des Umbalkamms darstellt, gibt es noch einen 3350 Meter hohen Nordostgipfel. Der Berg sendet nach Norden, Süden und Westen ausgeprägte Grate aus, die beträchtliche Längen erreichen. Zuerst dokumentiert bestiegen wurde die Rötspitze am 22. August 1854 im Rahmen der militärischen Landesvermessung durch den Oberleutnant J. Breymann und seinen Gehilfen. Es ist jedoch anzunehmen, dass Einheimische schon vorher auf dem Gipfel waren, um Vorbereitungen für die Arbeit des Vermessungstrupps zu treffen.

## Geologie
Der Berg liegt genau auf der Grenze zwischen der Unteren Schieferhülle und dem Zentralgneis des sogenannten Tauernfensters. Diese Schieferhülle bildet zusammen mit der Oberen Schieferhülle den Rahmen des Tauernfensters. Die Gebirgsbildung fand hier seit der Kreidezeit durch Überschiebung von Kontinentalplatten während der Alpidischen Faltung statt, die zu der Bildung des Gneises durch Metamorphose des ursprünglichen magmatischen Tiefengesteins Granit führte. Die Rötspitze selbst besteht aus den eher wenig widerstandsfähigen kristallinen Schiefern, hat aber ihre außergewöhnliche Höhe behalten. Sie enthält in erster Linie  Gesteine, die durch den starken Druck der Überschiebungen entstanden sind, der sogenannten Tauernkristallisation. Die Minerale der Granatgruppe sind stark vertreten, außerdem Amphibolit, Hornblende, Eklogit und Serpentin.

## Lage
Die Rötspitze ist der höchste Punkt des in Nord-Süd-Richtung verlaufenden Umbalkamms. In westlicher Richtung zweigt hier der Prettaukamm ab, der sich in einer Länge von über einem Kilometer bis hinunter zum Rotenmannjoch auf 2887 m Höhe zieht. Die Rötspitze ist rundum von Gletschern umgeben. Nordwestlich liegt das Rötkees, im Osten das spaltenreiche Welitzkees, das bis zu einer Höhe von 3480 m bis kurz unter den Gipfel reicht, und südwestlich erstreckt sich schließlich das Schwarzachkees. Benachbarte Berge im Verlauf des Nordgrats sind die Untere Rötspitze (3290 m) und der Virgilkopf (3036 m), sowie im weiteren Verlauf, getrennt durch das Vordere Umbaltörl (2928 m), der 3051 m hohe Ahrner Kopf und jenseits des Hinteren Umbaltörls (2843 m) schließlich der 3199 m hohe Hohe Rosshuf. Im Verlauf des Südgrats, getrennt durch die auf 3180 m Höhe gelegene Welitzscharte, sind erwähnenswert die Daberspitze (3402 m) und die 3135 m hohe Tredeberspitze. In westlicher Richtung, jenseits des Rotenmannjochs, liegt noch die 3004 m hohe Kemetspitze. Die nächste bedeutende Siedlung ist das etwa 6 km Luftlinie westnordwestlich liegende Dorf Kasern im Südtiroler Ahrntal. Auf österreichischer Seite liegt in gut 10 km östlicher Richtung das österreichische Hinterbichl in der Gemeinde Prägraten am Großvenediger im Virgental.

## Stützpunkte und Besteigung

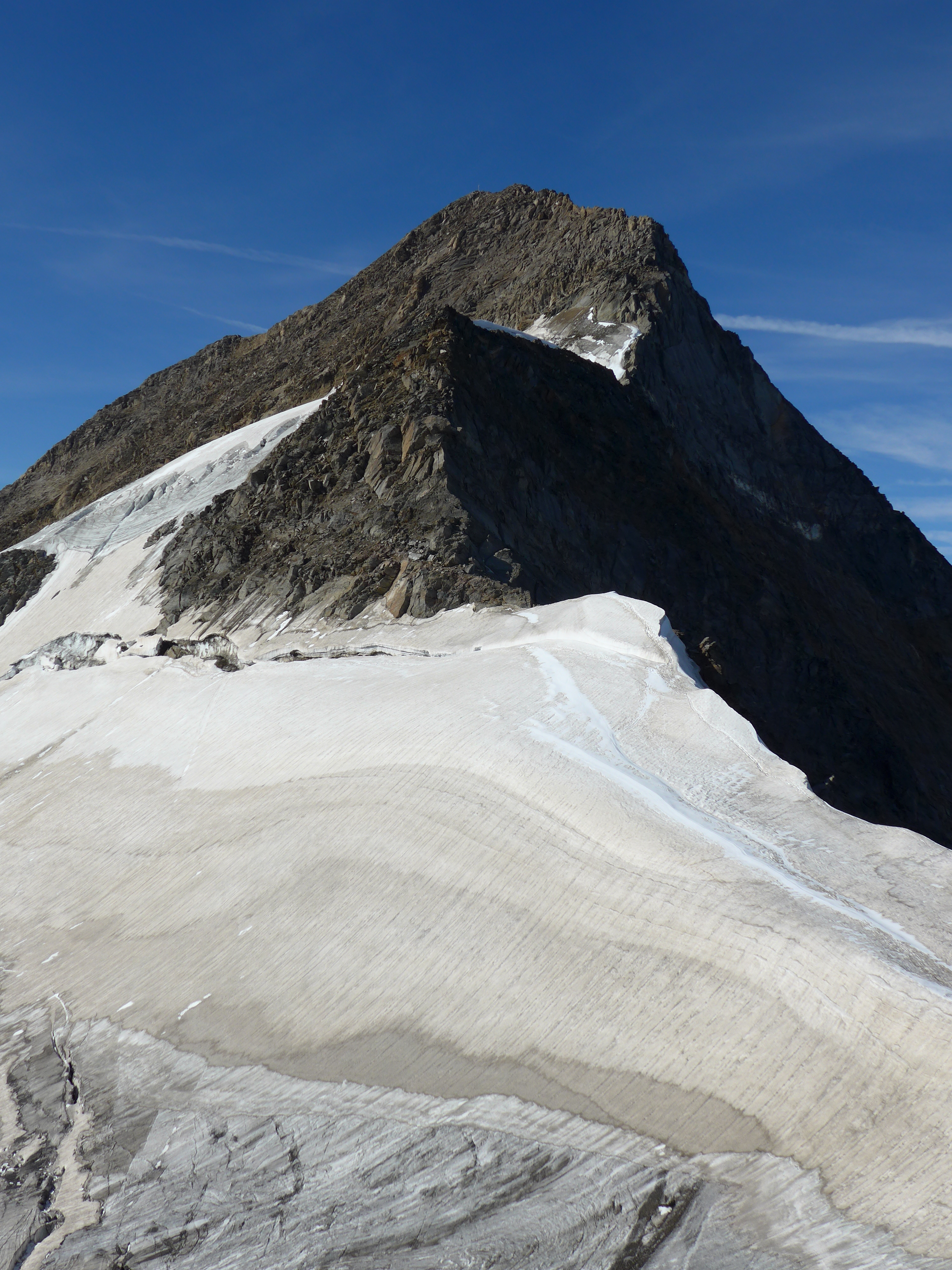
Nordostgrat der Rötspitze

Der Weg der Erstersteiger von 1854 führte über die Südwestflanke zum Gipfel. Die Landvermesser brachen von St. Valentin (Prettau) im Ahrntal auf und gingen durch das Röttal, das südöstlich bei Kasern vom Ahrntal abzweigt, hinauf zum Rotenmannjoch und von dort über den Südwestgrat zum Gipfel. Die Gruppe verbrachte fünf Tage im Biwak auf dem Gipfel, um günstige Wetterverhältnisse für die geodätische Triangulation abzuwarten. Der heutige Normalweg führt über den Nordostgrat des Berges. Dabei wechseln mehrfach Gletscher- und Felspassagen ab. Der Nordostgrat kann entweder von Südtirol von der 1887 erbauten Lenkjöchlhütte (2603 m) erreicht werden, oder von Osttirol von der Clarahütte über das Philipp-Reuter-Biwak (2677 m). Von der Lenkjöchlhütte beträgt die Gehzeit etwa drei Stunden, von der Clarahütte etwa fünf Stunden. Kletterstellen bis Schwierigkeitsgrad UIAA III- sind zu bewältigen. Der früher übliche, kürzere und einfachere (UIAA I) Normalweg von der Clarahütte über das Wellizkees und den Südsüdostgrat wird heute praktisch nicht mehr begangen, weil der Gletscher sehr spaltenreich ist und früh im Sommer bereits ausapert. Reine alpine kombinierte Routen führen seit 1974 durch die Nordwand, im Eisbereich 50°, im Fels UIAA V-. Weitere Klettereien sind an den verschiedenen Graten, in der Südwand und am Nordostgipfel möglich. Die Schwierigkeit hier reicht von UIAA II bis V.